# Harald Ebner

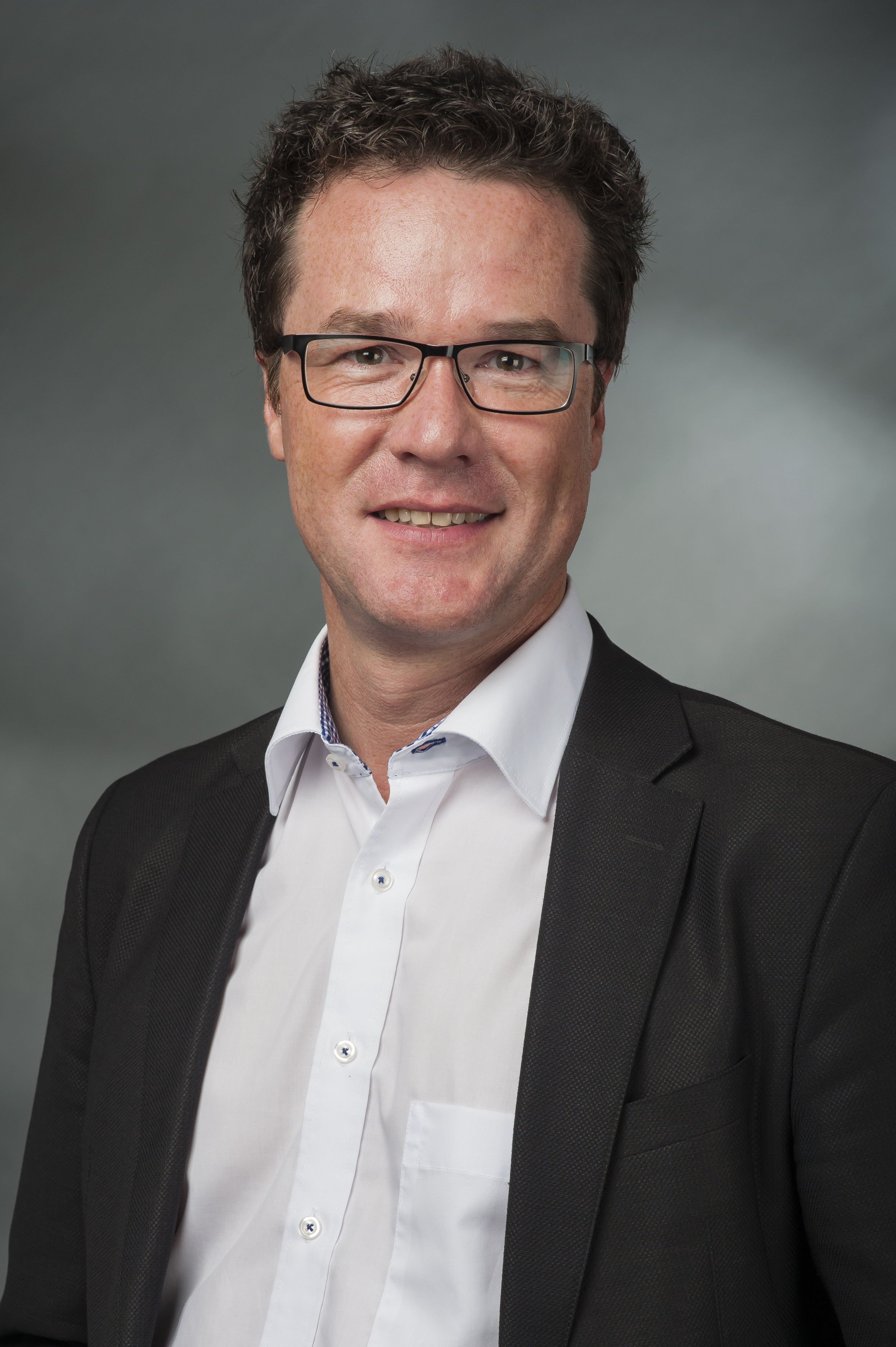
Harald Ebner (2014)

Harald Ebner (* 8. Juli 1964 in Göppingen) ist ein deutscher Politiker (Bündnis 90/Die Grünen). Er ist seit 2011 Mitglied des Deutschen Bundestages. Ebner war im 20. Deutschen Bundestag Vorsitzender des Ausschusses für Umwelt, Naturschutz, nukleare Sicherheit und Verbraucherschutz sowie stellvertretendes Mitglied im Ausschuss für Ernährung und Landwirtschaft.

## Leben
Auf einem Bauernhof aufgewachsen, zog es ihn nach dem Abitur wieder in die Landwirtschaft und damit nach Hohenlohe, wo er seinen Zivildienst im Demeterbetrieb einer sozialtherapeutischen Einrichtung ableistete. Er studierte an der Universität Hohenheim mit dem Abschluss Diplom-Agraringenieur und arbeitete als Landschaftsökologe in der staatlichen Naturschutzverwaltung des Landes Baden-Württemberg.

## Politisches
Ebner war von 1999 bis 2004 als Mitglied der Unabhängigen Grünen Liste Kirchberg Stadtrat in Kirchberg/Jagst. Seit 2002 ist er Mitglied von Bündnis 90/Die Grünen, seit 2008 war er Kreisvorsitzender des Kreisverbands Schwäbisch Hall.
Ebner war von 2009 bis 2011 und von 2013 bis 2021 Mitglied im Landesvorstand Baden-Württemberg von Bündnis 90/Die Grünen. In dieser Funktion war er an der Aushandlung der Koalitionsverträge der Grün-Roten Koalition und der Grün-Schwarzen Koalition beteiligt. 
Ebner setzt sich für Gentechnikfreiheit und eine Reduktion des Einsatzes von Pestiziden in der Landwirtschaft ein. Die Debatten um die Neuzulassung des Herbizids Glyphosat und um Zulassung und Anbauverbote für gentechnisch veränderte Pflanzen prägt Ebner maßgeblich mit.

## Abgeordneter
Am 25. Mai 2011 ist Harald Ebner in den 17. Deutschen Bundestag über die grüne Landesliste Baden-Württemberg nachgerückt. Bei den Bundestagswahlen 2013, 2017 und 2021 wurde er über die Landesliste erneut in den Deutschen Bundestag gewählt.
Ebner war ordentliches Mitglied und Obmann seiner Fraktion im Ausschuss für Ernährung und Landwirtschaft des 19. Deutschen Bundestages und stellvertretendes Mitglied im Ausschuss für Umwelt, Naturschutz, Bau und Reaktorsicherheit, sowie im Ausschuss für Bildung, Forschung und Technikfolgenabschätzung. Außerdem ist er Sprecher der Landesgruppe der baden-württembergischen Grünen im Bundestag. 
Ebner ist Sprecher für Gentechnik und Bioökonomiepolitik sowie Sprecher für Waldpolitik seiner Fraktion. Er setzte sich gegen die Zulassung Transgenen Mais ein und kritisierte die Bundesregierung für die Enthaltung im Europäischen Rat.
Seit 2019 ist Harald Ebner Mitglied der Deutsch-Französischen Parlamentarischen Versammlung. Zudem ist er Mitglied der überparteilichen Europa-Union Deutschland, die sich für ein föderales Europa und den europäischen Einigungsprozess einsetzt.
Von 2021 bis 2025 war Ebner Vorsitzender des Ausschusses für Umwelt, Naturschutz, nukleare Sicherheit und Verbraucherschutz.
Bei der Bundestagswahl 2025 wurde Ebner erneut über die Landesliste gewählt. Im 21. Deutschen Bundestag ist Ebner Mitglied in folgenden Ausschüssen:
- Ordentliches Mitglied im Ausschuss für Umwelt, Klimaschutz, Naturschutz und nukleare Sicherheit
- Stellvertretendes Mitglied Ausschuss für Landwirtschaft, Ernährung und Heimat[9]